# 虎蹲砲

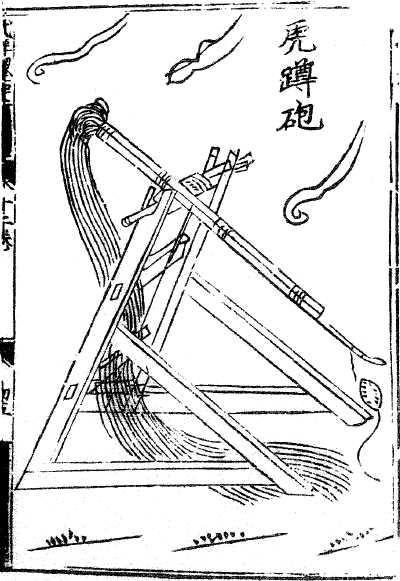
明代典籍《火龙经》中关于“虎蹲炮”的记载（一）

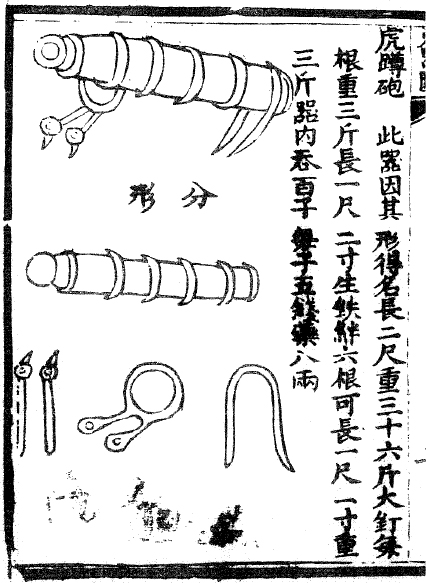
明代典籍《火龙经》中关于虎蹲炮的记载（二）

虎蹲砲，是中国古代一種小型管身火砲，最早在宋朝曾公亮等所著的《武經總要》的記載中为一種人力投石機，在明朝是指戚继光改進的火砲。
虎蹲炮的大规模研制与使用，始自中国明朝戚继光抗倭时期，由戚繼光在抗倭戰爭中為了反制倭寇的鳥銃而發明。戚继光在研究了当时的几种火炮后，为了克服发射时容易产生后座而造成自伤的缺点，在炮口安装了支撑架，故虎蹲炮以射擊時外觀像猛虎蹲坐而得名。
這種輕型火炮後來成為明軍的重要武器，連騎兵隊都有裝備。
該炮重量輕，體積小，尤其適合於騎兵使用戰馬直接馱帶，由此催生了明朝陸軍騎砲兵，也是世界歷史上首支騎砲兵。
历史记载，1598年11月18日夜，中国明朝军队与朝鲜联军组成的水军在朝鲜露梁海峡的露梁海战中遭遇日本军队百艘船的阻击，明军战船上多尊虎蹲大炮连续猛烈轰击，日军战船纷纷中弹起火，损失惨重。

## 特点
- 虎蹲炮砲身短，長約2尺，体轻，在火砲中算是輕巧，適合在山林水網中機動，也可船载作战。
- 炮筒外加装五道箍，使用时不易炸裂。
- 虎蹲炮发射时前身加铁爪钉，后身加铁绊，将其固定于地。[1]
- 虎蹲炮能够发射散弹，可一次射出約100顆鳥銃用彈丸或50顆大彈丸，火力散佈面積大，可有效殺傷密集的敵軍。

## 装填
虎蹲炮的填装过程是：先装火药和土隔，再装弹丸。据明代后期朝鲜军事典籍《火炮式谚解》记载，虎蹲炮铸铁而制，全长40厘米，口径4厘米，外径14厘米，填装一次需要炮捻半条，火药6两，土隔两寸，铅丸70颗或铁丸30颗。发射前再将一颗大铅子（重5两）放在炮口中央发射。

## 军事运用
在戚继光所著的《练兵实纪》和《纪效新书》中，关于虎蹲砲的具体操作记载如下：
《练兵实纪》中记载“马兵每旗总一名，队总三名，共管虎蹲炮一位。”而此马兵一旗为三队，每队12人，合计36人，也就是每36人编制有虎蹲炮一门。此炮由队长操作，列于阵前一丈（3.2米），“虎蹲炮安各旗空前，去人一丈”。
在《纪效新书》十四卷本中，也是三名队长合演虎蹲炮一门。因此，在通常状态下，虎蹲炮编制当为三队一门，即36人冷兵器队列之中，配备虎蹲炮一门，由三名队长来点放火炮。